# رودريغو باديلا
رودريغو سيكويرا باديلا (بالإسبانية: Rodrigo Badilla)‏ ، من مواليد 22 يونيو 1957 ، حكم كرة قدم كوستاريكي دولي سابق.
حكم في بطولة كأس العالم لكرة القدم 1994.

## روابط خارجية
- رودريغو باديلا على موقع Soccerway.com (الإنجليزية)